# Fran Dobovšek
Fran Dobovšek, slovenski naravoslovec, preparator, lepidopterolog, fotograf  * 14. april 1876, Boštanj, † 2. oktober 1915, Bosna.

## Življenje in delo
Končal je 2 razreda gimnazije v Novem mestu, nato bil doma, od 1896-1909 pa služil deloma pri finančni straži, deloma pri vojaštvu kot računski podčastnik. Leta 1908 je na Dunaju opravil izpit za preparatorsko službo in se 1909 zaposlil pri tedanjem Deželnem muzeju v Ljubljani. V tej službi je prepotoval vso Kranjsko, ugotovil mnogo novih nahajališč lepidopter (metuljev) in dognal 7 novih kranjskih vrst in 7 dotlej sploh neznanih aberacij (aberacija=odklon od normalnih oblik, stanja ali razvoja). Svojo veliko in dragoceno zbirko eksotičnih vrst metuljev, ki jih je sam vzgojil, je podaril muzeju, ki jih sedaj hrani Prirodoslovni muzej Slovenije. Bil je tudi zelo spreten fotograf, prvi, ki je pri nas fotografiral živali v naravi.